# Лыково (Калужская область)
Лыково — деревня в Жуковском районе Калужской области России. Входит в состав сельского поселения «Деревня Верховье».

## География
Находится на берегу ныне безымянной речки Кнегининой 
Рядом  — Величково, Чёрная Грязь. 

## История
В 1782 году деревня Лыков Овраг относилась к Малоярославецкому уезду, стояла на Старой Калужской дороге.

## Население
| 2002 | 2010 |
| ---- | ---- |
| 23   | ↗27  |